# Rayneke
Rayneke ist eine Mittelalter-Folk-Gruppe aus Herford.

## Geschichte
Rayneke spielen bundesweit auf Festen und Märkten, zum Beispiel auf Burg Satzvey, dem Mittelalterlich Phantasie Spectaculum und anderen Mittelaltermärkten. Es erschienen einige Interviews in der Fachpresse, ebenso Radiointerviews und ein TV-Bericht.
Rayneke wurde im Jahre 2003 auf einem Mittelaltermarkt auf der Bielefelder Sparrenburg gegründet, als Madiel, Michael und Crimthann gemeinsam musizierten, um Geld für Met zu verdienen. Zwischenzeitlich ergänzten drei weitere Musiker die Formation, ab 2006 war Rayneke wieder ein Trio: Madiel, Mjoelnir und Michael. 2007 erschien mit Laut und garstig ihr Debütalbum im Eigenverlag. Im Dezember 2008 verließ Michael von Ullrichstein Rayneke. Kaum einen Monat später stieß mit Morlan jedoch wieder ein dritter Mann zu Rayneke.
2010 gab die Band bekannt, eine „kreative Pause“ zu machen.

## Diskografie
- 2007: Laut und garstig
- 2008: Sonic Seducer Mittelalterspecial
- 2008: Soundtrack Ekkelins Knecht
- 2008: ZILLO Mittelalter Facetten II
- 2009: Sonic Seducer Mittelalterspecial